# De 3 Baritons
De 3 Baritons zijn een Nederlands trio baritons bestaande uit Ernst Daniël Smid, Henk Poort en Marco Bakker. De drie baritons zijn in de jaren negentig van de 20e eeuw bij elkaar gebracht door Ivo Niehe als persiflage op De Drie Tenoren.
Na een hiaat van 12 jaar traden ze in 2008 op in Theater Carré. Eind 2008 trokken ze met het dertigkoppig L'Orchestra Particolare onder leiding van Maurice Luttikhuis langs Nederlandse theaters en een vervolg van deze tournee liep in 2009 en 2010. Medio februari 2011 vertrokken zij naar Curaçao, Bonaire en Aruba voor een serie concerten. In 2013 stond met ongeveer 25 concerten een nieuwe theaterconcerttour op stapel met als centraal thema Ierland en haar traditionele  muziek. Tevens zouden de Drie Baritons een cd/dvd-productie wijden aan Ierland.

## Discografie
- De 3 Baritons Live in Concert The Classics (dvd/cd)
- De 3 Baritons Live in Concert The Favourites (dvd/cd)